# 팽옥린
팽옥린(중국어 정체자: 彭玉麟, 병음: Peng Yulin, 1816년 - 1890년)은 청나라 말기 상군의 지휘관이다. 자는 설금(雪琴)으로 호림익은 그를 가리켜 대청을 중흥시킨 4대 명신이라고 칭했다. (어떤 연설에서는 이홍장으로 대체되기도 했다.)

## 생애
안휘성 안경 출신이다. 1832년 아버지 따라 본적인 호남성 형양에 돌아온다. 태평천국군이 호남성에 진출하자 향용을 조직했다.
1853년, 증국번이 상군 수사를 설립하자 수사제독에 임명되었다. 양악빈과 함께 수군을 이끌며 태평천국의 전투를 벌이며, 장강 연안을 전전했다.
1861년, 광동 포정사로 발탁됐다. 안휘순무로 임명된 원갑삼의 군무를 보좌하도록 임명받았다. 하지만 수군의 지휘가 전문 분야이기 때문에 고사하자, 재차 수사제독에 임명되었다. 1862년, 병부우시랑으로 수군을 이끌고 남경을 포위하는 증국전을 보좌했다. 1868년에 증국번과 함께 장강수사영제를 상주하여 방위 체제의 수립을 호소했다. 이듬해 고향으로 돌아오지만, 1872년부터 장강 수사의 시찰 명령을 받고, 매년 시찰을 했다. 1883년, 병부상서로 발탁됐다.
청불 전쟁 때에는 광동성 방어를 위해 파견되었지만, 병 때문에 사직했다. 사후 태자태보(太子太保)로 추증되었으며, 강직(剛直)이라는 시호가 주어졌다.
군무를 하는 틈틈이 그림과 시문을 지었다. 그의 시는 이후에 ‘평강직시집’(彭剛直詩集)으로 정리되었다.

## 같이 보기
- 천경공방전